# 8mm – Acht Millimeter
8mm – Acht Millimeter ist ein US-amerikanischer Thriller aus dem Jahr 1999 mit Nicolas Cage in der Hauptrolle. Der Film erreichte relative Berühmtheit dadurch, dass er sich mit der Existenzbestätigung von Snuff-Filmen beschäftigt. Der Filmtitel ist eine Anlehnung an das Super8-Filmformat.

## Handlung
Der Privatdetektiv Tom Welles ist glücklich verheiratet und Vater eines kleinen Kindes. Seine Arbeit kann er nur schwer mit seiner Familie in Einklang bringen. Eines Tages bekommt er von Mrs. Christian, einer reichen Witwe, einen ungewöhnlichen Auftrag. Die alte Frau und ihr Anwalt Daniel Longdale zeigen ihm einen Super-8-Film, der in einem Tresor ihres verstorbenen Mannes gefunden wurde, und auf dem ein maskierter Mann zu sehen ist, der ein Mädchen brutal mit einem Messer ermordet. Welles’ Auftrag besteht darin, den Film auf seine Echtheit hin zu überprüfen.
Er durchsucht eine Vermisstenkartei, kann das ermordete Mädchen als Mary Ann Matthews identifizieren, und sucht deren Mutter auf. In ihrem Haus findet er, in einem Toilettenspülkasten versteckt, Mary Anns Tagebuch. In diesem schreibt sie über ihre Pläne mit ihrem Freund Warren Anderson nach Hollywood zu gehen, um dort ein Filmstar zu werden. Als Welles Warren findet, sitzt der im Gefängnis eine 8-monatige Strafe wegen Einbruchs ab. Er gibt an, sich länger schon von Mary Ann getrennt zu haben. Ohne weitere Anhaltspunkte begibt sich Welles nach Hollywood und lernt dort Max California, den Angestellten eines Sex-Shops, kennen, der ihn in die Welt der BDSM-Pornofilme einführt. Währenddessen werden seine mit seiner Frau vereinbarten Anrufe sporadischer und kürzer, sie reagiert abweisend.
Der Vermittler Eddie Poole, der Nachwuchsdarstellerinnen für die Pornoindustrie castet, betrachtet das von Welles vorgelegte Foto von Mary Ann auffällig lange, bevor er verneint, das Mädchen zu kennen. Welles beschattet Poole, verwanzt sein Büro und mietet sich gegenüber ein. Durch Abhören von Pooles Telefon stößt Welles auf den Produzenten Dino Velvet aus New York.
Welles und Max sehen sich Velvets Filme an: Dort hat ein häufig auftretender, stets maskierter Mann mit dem Pseudonym „Machine“ dieselbe Tätowierung auf der Hand wie der Mörder in Mr. Christians Film. In New York beauftragt Welles Velvet mit der Herstellung eines Hardcore-Bondage-Filmes, in dem auch „Machine“ mitspielen soll. Weiterhin wünscht er, bei den Dreharbeiten anwesend zu sein. Bei einem Telefonat mit Welles sichert Mrs. Christian ihm das nötige Geld zu. Sie berichtet über 2 herausstehende Zahlungen ihres Mannes mittels Scheck, die insgesamt 1 Million Dollar ergeben und wahrscheinlich verwendet wurden, um den Snuff-Film zu finanzieren. Nach dem Treffen mit Velvet schickt Welles Max nach Hause und dieser tritt, wie es scheint, die Heimreise an. Das scheinbar anlässlich von Welles’ Filmauftrag in einem Lagerhaus stattfindende Treffen zwischen Welles, Velvet und Machine nimmt eine unerwartete Wendung, als Poole und Longdale hinzustoßen. Welles wird von Velvet mit einer Armbrust bedroht, entwaffnet und an ein Bett gefesselt.
Welles erfährt, dass Longdale mit Poole und Velvet einst gemeinsame Sache machte. Mr. Christian bezahlte Longdale eine Million Dollar, um einen Snuff-Film zu besorgen. Da es keine echten Snuff-Filme gab, ließ Longdale einen produzieren – das Mädchen wurde tatsächlich grausam ermordet. Mit Max als Geisel zwingen die Verbrecher Welles, den Film aus seinem Auto zu holen. Er muss zusehen, wie Velvet den Film verbrennt und Machine Max’ Kehle durchschneidet.
Welles lenkt die Verbrecher von sich selbst als nächstem Opfer ab, indem er Poole, Velvet und Machine mitteilt, dass Longdale eine Million US-Dollar von Mr. Christian für den Dreh des Snuff-Videos erhalten hat. Da Longdale nur einen Bruchteil des Budgets weitergegeben und den Großteil in die eigene Tasche gesteckt hat, wird er von den Übervorteilten zur Rede gestellt. Longdale zieht eine Pistole und versucht zu fliehen. Velvet schafft es zwar, ihm mit seiner Armbrust in die Brust zu schießen, aber Longdale trifft mit einer Kugel seine Halsschlagader. Beide brechen sterbend zusammen. Welles kann sich befreien, verletzt Machine mit einem Messer schwer am Bauch und muss vor Poole flüchten. Anschließend berichtet Welles per Mobiltelefon seiner Auftraggeberin von seiner Erkenntnis, dass das Snuff-Video ihres Ehemanns authentisch ist und dass Longdale tot ist. Die beiden vereinbaren, noch am nächsten Tag die Polizei zu informieren, Des Weiteren ruft Welles seine Frau an und fordert sie auf, ihr Haus mit dem Kind zu verlassen und zu einem sicheren Unterschlupf zu fahren. Welles fährt ebenfalls dorthin und überzeugt sich von deren Sicherheit. Als er schließlich bei Mrs. Christians Anwesen eintrifft, wird ihm von ihrem Butler mitgeteilt, dass sie Selbstmord begangen hat. Der Butler überreicht Welles zwei Kuverts. Eines enthält sein Honorar, das andere Geld für die Mutter des getöteten Mädchens.
Welles beschließt, die Verantwortlichen für Mary Anns Tod zur Rechenschaft zu ziehen. Er reist nochmal nach Los Angeles und sucht Pooles Condo auf. Er überwältigt ihn, als dieser fliehen will und zwingt ihn, ihm den Ort, an dem das Mädchen ermordet wurde, zu zeigen. Als die beiden an einer verfallenen Hütte auf einem Hügel außerhalb der Stadt angekommen sind, schildert Poole, was sich in jener Nacht zugetragen hat. Er wird von Welles daraufhin niedergeschlagen. Welles fesselt Poole und droht, ihn zu töten. Er ruft außerhalb der Hütte die Mutter des ermordeten Mädchens an und offenbart ihr die Wahrheit über Mary Anns Ermordung. Dann bittet er sie um Erlaubnis, den Mördern „wehtun“ zu dürfen. Mrs. Mathews bricht weinend zusammen und berichtet ihm in tiefer Verzweiflung von ihrer Liebe zu Mary Ann, woraufhin Welles zurück in die Hütte stürmt und Poole mit seiner Pistole zu Tode prügelt. Daraufhin verbrennt er dessen Leiche zusammen mit den Porno-Kassetten, welche er zuvor bei seinen Nachforschungen erstanden hat.
Welles erkundigt sich telefonisch bei den Notaufnahmen der umliegenden Krankenhäuser nach in den vergangenen Tagen behandelten Bauchverletzungen und findet so Machines echten Namen heraus, sowie die Adresse seiner Mutter, an der er wohnhaft ist. Als diese in die Kirche fährt, schleicht er sich mit einer Pistole bewaffnet in das Haus, wo er von Machine angegriffen wird. Nach einem Handgemenge stürzen beide aus dem ersten Stock in den benachbarten Friedhof. Mit vorgehaltener Waffe zwingt Welles seinen Kontrahenten, seine Maske abzunehmen. Wie sich herausstellt, verfügt Machine, oder George Higgins, wie sein richtiger Name lautet, über ein gänzlich unscheinbares, harmlos anmutendes Erscheinungsbild. Er teilt Welles mit, dass es „kein Geheimnis“ gebe, er tue „die Dinge, die er tut, weil es ihm Spaß macht“. Machine wirft ein Messer nach dem überraschten Welles, doch dieser ersticht ihn im Zweikampf.
Emotional schwer gezeichnet kehrt Welles zu seiner Familie zurück. Eines Tages erhält er einen Brief von Mary Anns Mutter, die ihm dafür dankt, ihr geschrieben und berichtet zu haben, was passiert ist. Von dem Geld werde sie zuerst eine Psychotherapie beginnen. Sie schreibt, dass sie und er wahrscheinlich die einzigen Menschen sind, denen Mary Ann etwas bedeutet hat. Welles blickt zu seiner Frau, während sein trauriger Blick langsam zu einem kleinen Lächeln wird.

## Produktion

### Drehbuch
Andrew Kevin Walker, der auch das Drehbuch zu Sieben geschrieben hat, beleuchtet in 8mm die verfallene Welt hinter der Fassade des Normalen, in der die gesellschaftliche Randzone ums Überleben kämpft. Anders als in thematisch verwandten Filmen werden in 8mm die Täter, wie der Snuff-Regisseur Dino Velvet, in den Vordergrund gerückt. Zusätzlich zum von James Gandolfini gespielten Produzenten Eddie Poole, der eher eine typische Rotlicht-Gestalt verkörpert, tritt der stille Killer „Machine“ auf. Letzterer treibt die Spannung zum Höhepunkt, als er von Detektiv Welles gezwungen wird, seine Maske abzunehmen. Welles ist völlig verstört, als er erkennt, dass sich hinter „Machine“ auch nur ein normaler, „unschuldig“ aussehender Mensch verbirgt, der zudem noch mit seiner alten Mutter in einem Haus lebt und tagsüber ein ganz gewöhnliches Leben führt. In einem Wutanfall macht sich Welles schließlich selbst schuldig, als er den Mörder des gefolterten Mädchens tötet.
Das von Andrew Kevin Walker verfasste Drehbuch wurde von Joel Schumacher und Nicholas Kazan überarbeitet, nachdem Walker das Projekt aufgrund von Diskrepanzen mit dem Regisseur verließ. Grund hierfür war, dass Walker nicht die Meinung des Studios teilte, die dunkle Grundstimmung des Films müsse weiter aufgeweicht werden. Mit den eigenmächtigen Änderungen Schumachers an seinem Skript war Walker jedoch nicht einverstanden und zog die Konsequenzen.

### Vorproduktion
Mark Wahlberg lehnte die Rolle des Max California ab. Ursprünglich sollte David Fincher die Regie des Films übernehmen. Der Regisseur Joel Schumacher entschied sich dafür, der Stripperin Jenny Powell, die als Double engagiert wurde, die Rolle der Mary Ann Mathews in dem 8-mm-Snuff-Film zu geben. Den Schauspieler Chris Bauer, der den sadistischen Gewaltpornodarsteller Machine verkörpert, entdeckte Regisseur Schumacher bei einer Aufführung im Steppenwolf Theater in Chicago, dessen Ensemble damals Chris Bauer angehörte und wo etliche spätere Hollywood-Stars erste Schauspielerfahrungen sammelten.

### Dreharbeiten
Der Film wurde an verschiedenen Drehorten in New York, Florida, Pennsylvania und Kalifornien gedreht. Eine Szene des Films entstand auf dem Landsitz Old Westbury Gardens auf Long Island im US-Bundesstaat New York. Die Dreharbeiten begannen am 3. Februar 1998 und endeten am 15. Mai 1998. Das Budget des Films wird auf 40 Millionen US-Dollar geschätzt. Am 19. Februar 1999 feierte der Film seine Weltpremiere bei der Berlinale. In den USA war der Film ab dem 26. Februar 1999 zu sehen. In den Schweizer Kinos lief der Film ab dem 10. März 1999 und in Deutschland wurde er erstmals am 1. April 1999 gezeigt. Am Eröffnungswochenende spielte der Film in den USA über 14,2 Millionen US-Dollar ein, insgesamt beliefen sich die Einnahmen in den USA auf fast 36,3 Millionen US-Dollar. An den deutschen Kinokassen wurden 787.000 Besucher gezählt.
Der Oscar, den Nicolas Cage für seine Darstellung in Leaving Las Vegas erhielt, ist in der Szene, in der Tom Welles in das Büro von Eddie Poole einbricht, um dessen Telefon mit einem Abhörgerät auszustatten, mit schwarzen Schnüren im Bondage-Stil umwickelt zu sehen. In der Rolle der vornehmen Dame Mrs. Christian, die Auftraggeberin von Detektiv Tom Welles, ist die schottische Schauspielerin Myra Carter zu sehen, die für gewöhnlich hauptsächlich Theater spielte und nur selten in Spielfilmen mitwirkte. In der Rolle des zwielichtigen Pornofilmproduzenten Dino Velvet ist Peter Stormare zu erleben, der als junger Mann unter dem schwedischen Regisseur Ingmar Bergman spielte. In der Szene, in der Detektiv Tom Welles im Industriegebiet in sein Auto springt und davonrast, während der kriminelle Pornovideoproduzent Eddie Poole mit einer Pistole nach ihm schießt, sitzt der Stuntman Eddie Yansick hinter dem Steuer, der das Auto actiongeladen in einer Kurve kontrolliert ausbrechen lässt.

## Synchronisation
Durchgeführt wurde die Produktion von der Synchronfirma R.C. Production Rasema Cibic in Berlin, nach dem Dialogbuch und unter der Synchronregie von Andreas Pollak.
| Rolle                | Darsteller       | Sprecher            |
| -------------------- | ---------------- | ------------------- |
| Tom Welles           | Nicolas Cage     | Martin Keßler       |
| Max California       | Joaquin Phoenix  | Charles Rettinghaus |
| Dino Velvet          | Peter Stormare   | K. Dieter Klebsch   |
| Eddie Poole          | James Gandolfini | Michael Walke       |
| Daniel Longdale      | Anthony Heald    | Till Hagen          |
| Amy Welles           | Catherine Keener | Martina Treger      |
| Mrs. Christian       | Myra Carter      | Tilly Lauenstein    |
| Janet Matthews       | Amy Morton       | Eva Kryll           |
| Machine              | Chris Bauer      | Hans-Jürgen Wolf    |
| Mr. Anderson         | Don Creech       | Kaspar Eichel       |
| Senatorin Michaelson | Anne Gee Byrd    | Barbara Adolph      |
| Warren Anderson      | Norman Reedus    | Julien Haggége      |

## Rezeption

### Kritik
Die Redaktion des Lexikons des internationalen Films urteilt, 8mm sei „ein abstoßender und bigotter Film, der sich das Geschäft mit der Lust für einige pittoresk-voyeuristische Einblicke zunutze macht, am Ende aber eine Selbstjustiz propagiert, die die kriminellen Auswüchse der Pornografie zu beseitigen hat. Dem Drehbuch geht allzu schnell die Spannung aus, die Hauptrolle bleibt durchweg unzugänglich und in ihrer abschließenden Motivation unverständlich.“
Heiko Rosner von der Cinema ist der Meinung, der Film sei ein „verstörender Thriller im Porno-Milieu“. Es handle sich um einen „morbiden Psychothriller“, der „in der Welt der Pornoschuppen, Sadomaso-Bars und den dunkelsten Abgründen von Hollywood“ spiele. Der Zuschauer werde „mit beunruhigenden Visionen des sozialen und moralischen Verfalls“ konfrontiert und „mit ungläubigem Entsetzen und panischer Verstörung“ zurückgelassen. „Perfekt inszeniert, kalt ausgeleuchtet und in den Snuff-Szenen auf unnötige physische Brutalität verzichtend, zeichnet »8MM« ein apokalyptisches, aber nie unwirkliches Bild vom schmutzigen Überlebenskrieg in den Randzonen der Gesellschaft.“ Joel Schumacher „beweist für das schwierige Thema ein hohes Maß an Sensibilität, ohne vor den gnadenlosen Konsequenzen des dunklen Fiebertraums zurückzuschrecken“.
Carsten Baumgardt von Filmstarts lobt die Regiearbeit von Joel Schumacher sowie die darstellerische Leistung von Nicolas Cage, die „glaubhaft“ sei. Unter den Nebendarstellern wüssten Joaquin Phoenix und Peter Stormare mit „charismatischen“ Auftritten zu überzeugen. Die „gezeigten Gewaltszenen“ seien „zartbesaiteten Kinobesuchern nicht zu empfehlen“. Zudem sei das Fazit, das das Ende des Films ziehe, „fragwürdig“. Baumgardt vergab drei von fünf möglichen Punkten.

### Thema und Motive
In Machines „Jugendzimmer“ hängen Danzig-Poster. Zudem läuft während der Szene in Machines Haus das Lied Come to Daddy von Aphex Twin, das die düstere Stimmung noch untermalt. Der Musiktitel ist weiterhin in einem der gezeigten Pornofilme zu hören, das Musikvideo ist auf einem kleinen Fernseher in Dino Velvets Büro zu sehen. Ferner ist die Alternative-Rock-Band Tura Satana mit dem Song Sick with it auf dem Soundtrack vertreten. Auf dem bunt collagierten Tagebuch des vermissten Mädchens, das Detektiv Tom Welles im Spülkasten einer Toilettenschüssel findet, klebt ein schwarzweißes Portraitfoto des Grunge-Rockmusikers Kurt Cobain. In der Szene, in der Detektiv Tom Welles und sein Helfer Max California das Gebäude mit dem Büro von Pornovideoproduzent Dino Velvet betreten, kleben an einem roten Pfeiler des Haupteingangs die Überreste des gelben Plakats OBEY Giant von Street-Art-Künstler Shepard Fairey mit dem Gesicht des Wrestlers André the Giant als Motiv. In der Szene, die den Hauptdarsteller Joaquin Phoenix in seiner Rolle als Max California in die Filmhandlung einführt, liest Sexshop-Mitarbeiter Max gerade den Roman Kaltblütig von Schriftsteller Truman Capote, versteckt unter einem falschen Schutzumschlag. Als Joaquin Phoenix 2006 für seine Schauspielleistung in dem Film Walk the Line für den Oscar nominiert war, ging die goldene Trophäe stattdessen an Schauspieler Philip Seymour Hoffman für seine Darstellung in dem Film Capote, der die Entstehungsgeschichte des Romans Kaltblütig behandelt.
Die Handlung des Films weist deutliche Parallelen zu dem 1979 veröffentlichten US-amerikanischen Filmdrama Hardcore – Ein Vater sieht rot von Paul Schrader auf, in dem ein Privatdetektiv engagiert wird, um eine weggelaufene Tochter zu suchen und schließlich einen 8-mm-Film mit pornografischen Aufnahmen der jungen Frau findet. Ebenso enthält die Handlung des Films Gemeinsamkeiten mit dem 2002 erschienenen Buch The Cutting Room von Louise Welsh, in welchem ein Auktionator in einem Nachlass erschütternde Fotos findet und daraufhin beschließt zu ergründen, ob das abgelichtete Mädchen tatsächlich getötet wurde.

## Auszeichnungen
Joel Schumacher wurde 1999 bei der Berlinale für einen Goldenen Bären nominiert.

## Andere Produktionen
2006 erschien eine scheinbare Fortsetzung mit dem Titel 8mm 2 – Hölle aus Samt. Dieser Erotikthriller hat allerdings, abgesehen vom Titel, mit 8mm – Acht Millimeter nichts zu tun.
Die Band SITD brachte ein Lied namens Snuff Machinery heraus, dieses enthält Zitate aus dem Film.